# Mujiaoshakua
Mujiaoshakua är ett släkte av fjärilar. Mujiaoshakua ingår i familjen mätare.
Kladogram enligt Catalogue of Life:
| Mujiaoshakua | \| \| Mujiaoshakua ichinosawana \| \| \| \| \| \| Mujiaoshakua plana \| \| \| \| |
|              | \| \| Mujiaoshakua ichinosawana \| \| \| \| \| \| Mujiaoshakua plana \| \| \| \| |
|              | Mujiaoshakua ichinosawana                                                        |
|              |                                                                                  |
|              | Mujiaoshakua plana                                                               |
|              |                                                                                  |